# Paradise Ranch
Paradise Ranch (hangul: 파라다이스 목장; rr: Paradaiseu Mokjang) é uma telenovela sul-coreana exibida pela SBS em 2011.

## Enredo
Han Dong-joo e Lee Da-ji eram amigos de infância que se apaixonou desesperadamente e se casou aos 19 anos depois de lutar para conseguir a aprovação de seus pais. Mas eles se divorciaram depois de seis meses. Seis anos mais tarde, eles se encontram por acaso em um leilão de cavalo na Austrália. Quando Dong-joo, o neto de um magnata, vai para a Ilha de Jeju para desenvolver um resort, ele acaba vivendo com sua ex-esposa, que é agora um veterinário de cavalos. Eles descobrem que os seus sentimentos um pelo outro ainda estão muito vivos.

## Elenco

### Elenco principal
- Shim Chang-min como Han Dong-joo[4]
- Lee Yeon-hee como Lee Da-ji[5][6]
- Joo Sang-wook como Seo Yoon-ho
- Yoo Ha-na como Park Jin-young

### Elenco de apoio
- Chun Ho-jin como Lee Eok-soo
- Im Soo-hyang como Lee Da-eun
- Jang Yong como Han Suk-sang
- Ahn Suk-hwan como Han Tae-man
- Na Young-hee como Lee Bok-shim
- Lee Si-eon como secretário Lee
- Park Soo-hyun como Baek In-soo
- Lee Doo-il como Shim Soo-bong
- Yoon Ye-hee como Kang Yang-ja
- Choi Jong-yoon como Bang Jong-dae
- Jung Eun-pyo como presidente Yang
- Yoon Ji-min como Ji Mil-hye
- Jo Sung-ha como o pai de Jin-young
- Shin Pyo como Ki-tae
- Song Yoo-hyun como Yoo Song-yi
- Choi Sooyoung como secretária de Tae-man (cameo, episódio 3)
- Jin Tae-hyun (cameo)
- Yoon Ye-ri

## Trilha sonora
1. Paradise Ranch - Lee Pil-ho - 1:07
2. Journey - TVXQ com Seohyun - 4:33
3. My Only One - BoA - 4:23
4. Waiting For You - [[Yesung - 4:21
5. ...Is It OK? - f(x) - 3:09
6. Confession - Shim Chang-min - 3:56
7. Running Through Ranch - Lee Pil-ho - 2:36
8. Kiss On the Flower - Lee Pil-ho - 3:23
9. Heigh-Ho - Lee Pil-ho - 1:32
10. Fantastic Dream - Lee Pil-ho - 1:08
11. Green Field - Lee Pil-ho - 2:25
12. First Feeling - Lee Pil-ho - 3:19
13. Leap Through Time - Park Geun-tae - 2:17
14. Sunny Days - Park Geun-tae - 1:49
15. Smile Waltz - Park Geun-tae- 2:08
16. Will You Marry Me? - Park Geun-tae - 2:40
17. Beautiful You - Park Geun-tae - 2:25
18. Reminiscences - Park Geun-tae - 2:28

## Classificações
| Data       | Episódio | Em todo o país | Seul      |
| ---------- | -------- | -------------- | --------- |
| 2011-01-24 | 01       | 7.8            | < 9.1     |
| 2011-01-25 | 02       | 7.4            | < 9.0     |
| 2011-01-31 | 03       | 7.7            | 10.2 (16) |
| 2011-02-01 | 04       | 6.2            | < 8.0     |
| 2011-02-07 | 05       | 7.4            | < 9.4     |
| 2011-02-08 | 06       | 7.0            | < 8.9     |
| 2011-02-14 | 07       | 6.4            | < 9.2     |
| 2011-02-15 | 08       | 6.6            | < 8.6     |
| 2011-02-21 | 09       | 6.3            | < 8.7     |
| 2011-02-22 | 10       | 6.0            | < 8.6     |
| 2011-02-28 | 11       | 6.3            | -         |
| 2011-03-01 | 12       | 7.0            | < 8.9     |
| 2011-03-07 | 13       | 6.8            | < 7.5     |
| 2011-03-08 | 14       | 6.9            | < 7.7     |
| 2011-03-14 | 15       | 5.5            | < 8.4     |
| 2011-03-15 | 16       | 5.6            | < 7.9     |
| Média      | Média    | 6.7%           | -         |

## Exibição
| País          | Emissora                | Data de estréia       | Data de final        | Título                               |
| ------------- | ----------------------- | --------------------- | -------------------- | ------------------------------------ |
| Coreia do Sul | SBS                     | 24 de janeiro de 2011 | 15 de março de 2011  | 파라다이스 목장 - Paradaiseu Mokjang |
| Japão         | DATV                    | maio de 2011          |                      | パラダイス牧場 - Paradaisu bokujō    |
| Japão         | Fuji TV                 | novembro de 2011      |                      | パラダイス牧場 - Paradaisu bokujō    |
| Taiwan        | Videoland Drama Channel | 1 de agosto de 2011   | 30 de agosto de 2011 | 天堂牧場 - Tiāntáng mùchǎng          |
| Singapura     | E City                  | 5 de maio de 2011     | 23 de maio de 2011   | 天堂牧場 - Tiāntáng mùchǎng          |